# System p

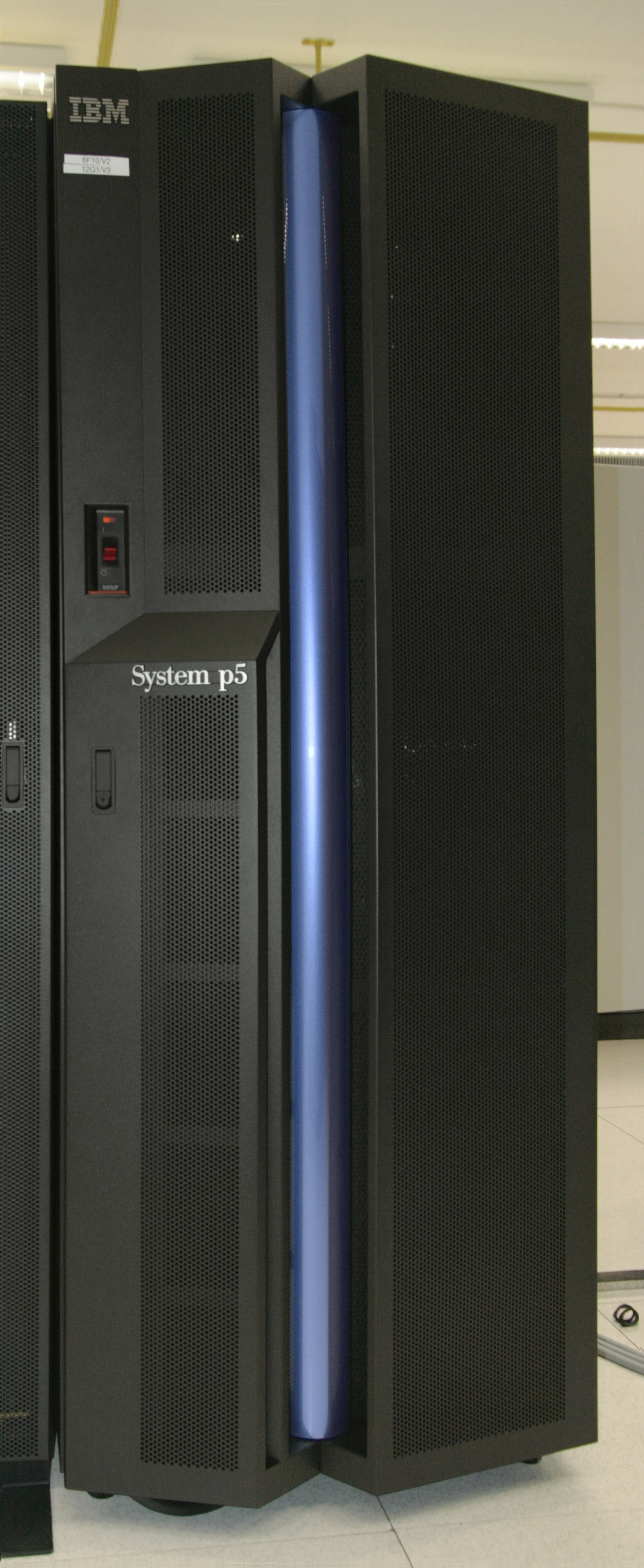
Système p5 595

Le System p d'IBM, autrefois connu sous le nom de RS/6000, était une famille de serveur et de poste de travail fondés sur une architecture RISC fonctionnant sur UNIX.
En avril 2008, IBM a annoncé une refonte du système p et de son unification avec la plate-forme du System i. Le produit en résultant s'appelle IBM Power Systems. 